# Jaani Peuhu
Jaani Peuhu (Anjalankoski, 1978. augusztus 17. –) finn zenész, producer és dalszövegíró. A finn Iconcrash zenekar alapítója és énekese, jelenleg szóló albumát készíti. Helsinkiben, Finnországban él.

## Életrajz
Peuhu 1978. augusztus 17-én Anjalankoskiban, Finnországban született. Édesapja a jazz zenész, Kari Peuhu, és édesanyja a fényképész, Heli Ahoniitty. 7 évesen indult zenei karrierje amikor megtanult zongorázni; egy évvel később megtanult dobolni is.
13 évesen megalapította első zenekarát a Chaoslordot. Első alkalommal, egy évvel később, 14 évesen lépett színpadra Ruovesiben.
Peuhu dobolt több zenekarban, mint Scarlet Youth, Varjo, Deadbabes, Myyt, Mary-Ann, Billy-Goats, Jalankulkuämpäri, Kinetic és Vuk.
Jaani szólókarrierje 2004-ben indult, amikor elkészítette első dalát Iconcrash név alatt. Jaani dolgozott producerként és vendégzenészként is a Before The Dawn zenekarral, a Swallow the Sun-nal, a To/Die/For -ral, a Thunderstone-nal, a Wiidakko-val és Anna Eriksson-nal.
Az Iconcrash első albumának, a "Nude"-nak (2005) megjelenése óta turnézott élő zenekarával Angliában, Finnországban, Oroszországban, Németországban, Olaszországban, a Balti államokban és az Egyesült Államokban.
2012 szeptemberében bejelentette szólókarrierjét és jelenleg a szóló albumán dolgozik Londonban és Helsinkiben.
2013. június 14-én "My sky" címmel megjelent az első kislemez a "Tear Catcher" című szólóalbumról, amit 2013. december 26-án "No regrets" címmel a második kislemez követett.
2014. szeptember 3-án újabb kislemez látott napvilágot, "Follow Me" címmel, majd december 26-án megjelent "Echo Chamber" címmel egy feldolgozás album, amelyen többek között Fleetwood Mac, Mansun és PJ Harvey egy-egy számának feldolgozott verziója található.
2015 január 16-án a "Mercy Kiss" című kislemez előzte meg a január 20-án megjelent "Tear Catcher" című albumot.

## Díjak
2012-ben az Iconcrash "We Are The Night" című dala bekerült az Uuden Musiikin Kilpailu döntős dalai közé (ESC) és
2009-ben Jaani Peuhu és Pauli Rantasalmi (The Rasmus) közösen írta a "10,000 Light Years" című dalt a Kwan zenekar számára, ami végül bekerült az Eurovíziós Dalfesztivál döntőjébe Finnországban Eurovisionary.com. [2012. február 13-i dátummal az eredetiből archiválva]. (Hozzáférés: 2012. szeptember 15.)

## Diszkográfia
Mary-Ann
- 1998 MCD: Deeper Sin

Billy-Goats
- 1999 MCD: All These Fears

Jalankulkuämpäri
- 2002 CDS: TIP
- 2003 CDS: 9E
- 2007 Album: Koska Olen Hyvä Rouva

Deadbabes
- 2003 MCD: The Drug

Iconcrash
- 2003 Promo: Happy?
- 2004 Split-EP: Viola loves Iconcrash
- 2005 Album: Nude
- 2008 Soundtrack: Clive Barker's Midnight Meat Train
- 2008 Mama Trash 2 Compilation
- 2008 Soundtrack: Blackout
- 2009 Single: Strange, Strange Dark Star
- 2009 Single: Everlasting
- 2010 Single: Sleeper
- 2010 Album: Enochian Devices
- 2011 Single: Delete
- 2011 Single: Stockholm
- 2011 Album: Inkeroinen
- 2012 Single: We Are The Night
- 2012 Album: Inkeroinen (Special edition including: We Are The Night)

Jaani Peuhu
- 2013 Single: My sky
- 2013 Single: No regrets
- 2014 Single: Follow Me
- 2014 Single: Tonight's music (Katatonia feldolgozás)
- 2014 Album: Echo Chamber (Feldolgozások)
- 2015 Single: Mercy Kiss
- 2015 Album: Tear Catcher

Viola
- 2004 Split-EP: Viola loves Iconcrash
- 2005 Album: Melancholydisco

Ratas
- 2001 MCD: Kuumaa Laavaa
- 2002 MCD: Ilmaa

Luomakunta
- 2002 Album: Alta

Before the Dawn
- 2000 Promo: To Desire
- 2001 MCD: Gehenna
- 2002 MCD: My Darkness
- 2003 Album: My Darkness
- 2004 Album: 4:14 am
- 2005 DVD: The First Chapter

Varjo
- 2000 CDS: Korvaamaton
- 2000 CDS: Maailmanpyörä
- 2000 Album: Kuka Korvaa Poistetun Sydämen
- 2001 Download Single: Tänä Kesänä
- 2003 Album: Paratiisissa
- 2009 Album: Ensinäytös 1997

Thunderstone
- 2009 Album: Dirt Metal

Swallow the Sun
- 2006 Album: Hope
- 2006 CDS: Don't Fall Asleep

Anna Eriksson
- 2007 Album: Ihode
- 2008 Album: Annan Vuodet

Scarlet Youth
- 2009 MCD: Breaking The Patterns
- 2010 Album: Goodbye Doesn't Mean I'm Gone

Kwan
- 2009 CDS: 10 000 Light Years

Black Sun Aeon
- 2009 MCD: Dirty Black Summer EP
- 2009 Album: Darkness Walks Beside Me
- 2010 Album: Routa
- 2011 Album: Blacklight Deliverance

Rain Diary
- 2010 Single: Lost

Grendel
- 2011 Album: Corrupt To The Core

Wiidakko
- 2011 Single: Seis seis seis
- 2011 Single: Odessa
- 2011 Album: Wiidakko (Release date: 30.11.2011)

Hevisaurus
- 2011 Album: Räyhällistä Joulua

To/Die/For
- 2011 Album: Samsara (Release date: 14.12.2011)